# Nikon P1000
La Nikon P1000, oficialmente llamada «Nikon COOLPIX P1000», es una cámara bridge fabricada por Nikon. Fue anunciada por primera vez en julio de 2018 como la sucesora natural de la Nikon P900.

## Características
La cámara tiene importantes mejoras respecto a su modelo anterior la  Nikon P900. Comenzando por el sensor, muy similar a su predecesora, la Nikon P1000 tiene un Sensor CMOS BSI de un tamaño de (6,16 × 4,62 mm) de 16 megapíxeles y una resolución máxima de 4608 × 3456 puntos. Gracias al motor de procesamiento Expeed se aumenta eficazmente la velocidad de procesamiento.
Gracias a los avances en tecnología, el dato más interesante de la cámara es que posee el récord de mayor zoom óptico del mercado. Posee un rango focal real de 4,3mm a 539mm, pero gracias al factor de multiplicación de la distancia focal , el rango de este zoom es de 24 mm a 3000mm (ampliable a 12000 mm con zoom digital), permitiendo incluso fotografías de la Luna. También se ha mejorado significativamente la reproducción de color respecto a modelos anteriores, además de la nitidez de las fotografías.
La Nikon COOLPIX P1000 tiene diversos formatos de salida, entre ellos están el JPEG clásico o el RAW de 10 bits.
La cámara tiene un sistema de estabilización óptico, permitiendo fotografiar a baja velocidad de obturación sin necesidad de trípode con un zoom moderado. También es muy útil para hacer los vídeos más estables sin necesidad de ningún tipo de estabilizador.
El rendimiento del AF (Auto-Foco) se ha mejorado un poco respecto a su predecesora. La Nikon COOLPIX P1000 tiene un sistema de enfoque automático por detección de contraste. Este sistema cubre el 99% del sensor.
Incorpora una pantalla táctil de 3,2 pulgadas y 921600 puntos que es extraíble y orientable.
Las opciones de vídeo que ofrece la cámara son variadas, pero destaca la grabación en 4K (3840 x 2160 píxeles). La cámara puede grabar a 30 fps en 4K, y 60 fps a Full HD a una velocidad de hasta 50 Mbps.
La cámara incorpora una ranura para tarjetas de memoria que permite el almacenamiento de diferentes archivos como JPEG y RAW, igual que archivos de imagen fija o vídeo. La duración de la batería de la Nikon P1000 es de 250 disparos por carga o 80 minutos de grabación de vídeo.
En cuanto al peso y medidas, la Nikon COOLPIX P1000 es una cámara que pesa 1.415 gramos y sus dimensiones son de 146 x 119 x 181 milímetros. Comparada con su antecesora es aproximadamente 500 gramos más pesada debido a su mayor capacidad focal. También tiene una ergonomía muy similar a la de una réflex convencional, siendo un equipo con un agarre cómodo.

#### Capacidades inalámbricas y de red
Incluye conexiones Wifi para transferencia de archivos, tiene una conexión de tipo USB 2.0 y Bluethooth. Esta última tecnología es muy útil para conectar la cámara al dispositivo inteligente a través de la aplicación SnapBridge. Dicha aplicación permite sincronizar las fotos en el dispositivo sin reconectarse, transferir vídeos, actualizar fecha y lugar de las fotografías y el control remoto de algunas características de la cámara.

## Accesorios
La cámara dispone de muchos accesorios. No es resistente al agua pero encontramos diversos protectores antilluvia, mochilas, disparadores remotos, intervalómetros, fundas además de baterías y cargadores.
En la parte superior la cámara tiene una zapata para utilizar Flash externo.
Existen conexiones para micro estéreo y microHDMI.

## Actualizaciones
La cámara se ha actualizado a nivel de firmware varias veces para corregir errores y actualmente dispone de la versión 1.3.